# Bisdom Bagé
Het bisdom Bagé (Latijn: Dioecesis Bagensis) is een rooms-katholiek bisdom met als zetel Bagé, in Brazilië. Het bisdom is suffragaan aan het aartsbisdom Pelotas.

## Geschiedenis
Het bisdom werd opgericht op 25 juni 1960, uit delen van de bisdommen Pelotas en Uruguaiana, en was suffragaan aan het aartsbisdom Porto Alegre. Op 13 april 2011 wisselde het van kerkprovincie en werd suffragaan aan het aartsbisdom Pelotas.

## Parochies
Het bisdom had in 2020 een oppervlakte van 36.121 km2 en telde 487.100 inwoners waarvan 79,8% rooms-katholiek was.

## Bisschoppen
- José Gomes (18 maart 1961 - 16 juli 1968)
- Angelo Félix Mugnol (15 januari 1969 - 12 februari 1982)
- Laurindo Guizzardi (12 februari 1982 - 28 november 2001; coadjutor sinds 4 februari 1982)
- Gílio Felício (11 december 2002 - 6 juni 2018)
- Cleonir Paulo Dalbosco (26 september 2018 - heden)

Pelotas (aartsbisdom) · Bagé · Rio Grande